# Estvadgård
Estvadgård er en herregård, beliggende i Estvad Sogn, i det tidligere Ginding Herred, Ringkøbing Amt, nu Skive Kommune (under Viborg Amt i 1970-2006). Estvadgård kendes fra ca. 1450, gården er oprindeligt bygget på et voldsted; i haven er voldstedet bevaret. Den nuværende hovedbygning opførtes 1815-34 som en lang enetages fløj
I 1745 oprettede Frederikke Louise Benzon (født Glud) stiftelsen Estvadgårds Kloster, og til 1804 var gården beboelse for adelige enker og jomfruer 